# Kevin B. Kennedy

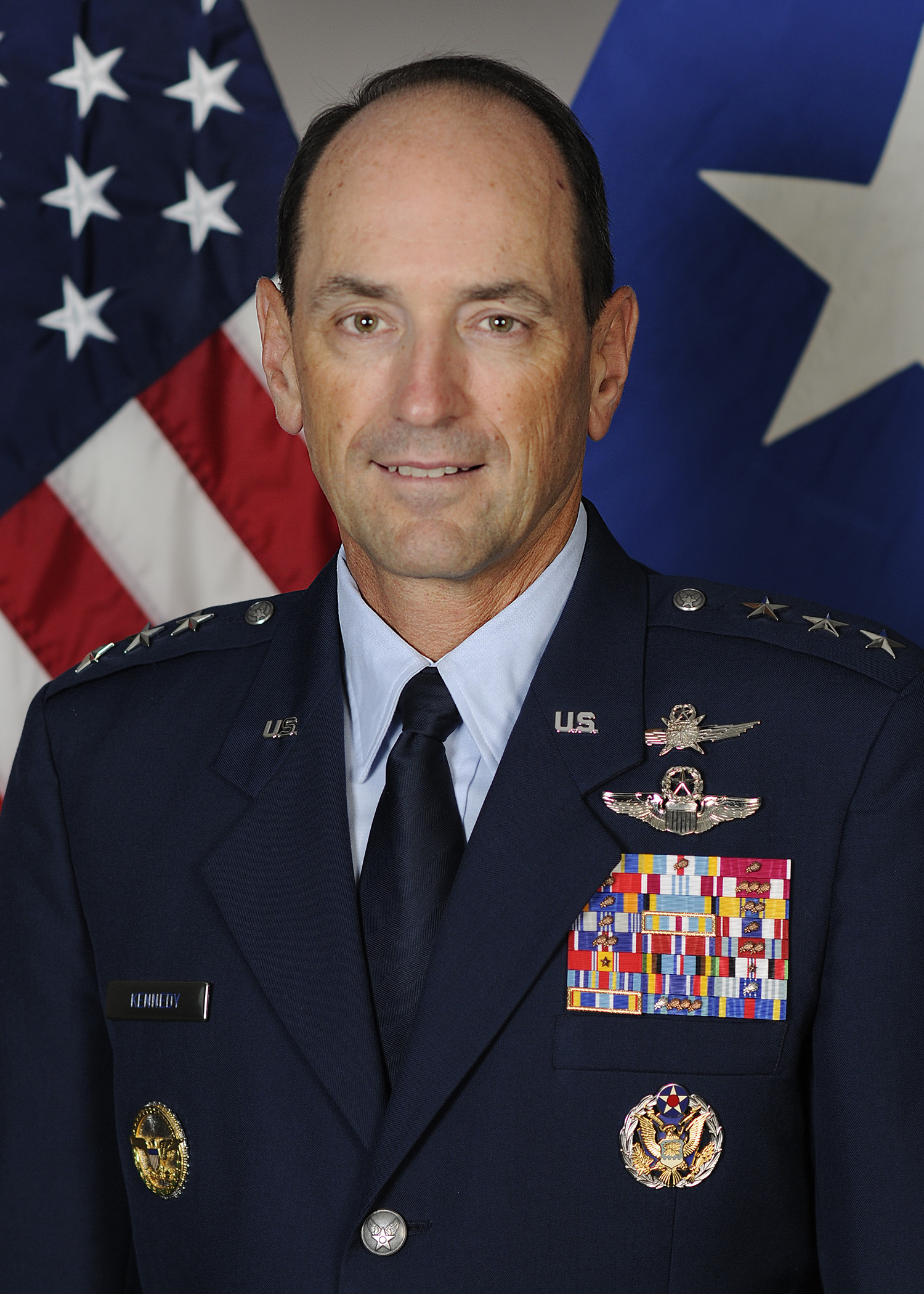
Kevin B. Kennedy (2022)

Kevin B. Kennedy (* um 1968) ist ein pensionierter Generalleutnant der United States Air Force. Er war unter anderem Kommandeur der 16. Luftflotte (Sixteenth Air Force).
Im Jahr 1990 absolvierte er die United States Air Force Academy in Colorado Springs. Nach seiner Graduation wurde er als Leutnant in das Offizierskorps der Air Force aufgenommen. In der Folge durchlief er alle Offiziersgrade vom Leutnant bis zum Drei-Sterne-General.
Im Lauf seiner militärischen Karriere absolvierte er verschiedene Kurse und Schulungen. Dazu gehörten unter anderem eine Ausbildung zum Kampfpiloten und weitere Fortbildungskurse als Pilot von neuen Flugzeugtypen; die Squadron Officer School auf der Maxwell Air Force Base in Alabama; die U.S. Air Force Weapons School auf der Nellis Air Force Base in Nevada; das Air Command and Staff College und die School of Advanced Air and Space Studies die sich beide auf der Maxwell AFB befinden. Im weiteren Verlauf besuchte er das Armed Forces Staff College in Norfolk in Virginia; den Senior Joint Information Operations Applications Course und den Cyberspace Operations Executive Course, die beide wieder auf der Maxwell AFB stattfanden. Außerdem erhielt er akademische Grade von der University of Southern California, der Harvard Kennedy School und der University of Virginia.
In seinen frühen Jahren als Offizier der Luftwaffe war er an verschiedenen Stützpunkten in den Vereinigten Staaten stationiert. Dabei war er als Pilot, Flugausbilder oder Stabsoffizier bei unterschiedlichen Einheiten aktiv. Dazwischen absolvierte er die erwähnten Schulungen. Als Stabsoffizier war er unter anderem beim Joint Chiefs of Staff tätig. Zwischenzeitlich war er als Pilot in Afghanistan eingesetzt, wobei er es auf über 720 Einsatzstunden brachte. Zwischen Juli 2007 und April 2010 war er als Oberstleutnant auf der Ellsworth Air Force Base in South Dakota stationiert. Dort kommandierte er die 34. Bomberschwadron (34th Bomb Squadron). Gleichzeitig war er stellvertretender Kommandeur der 28th Operations Group und Sicherheitsbeauftragter im Stab des 28. Bombergeschwaders (28th Bomb Wing).
Nach zwei Fortbildungsmaßnahmen wurde er im Juni 2011 in den Nahen Osten versetzt. Bis zum Juni 2012 war er dort stellvertretender Kommandeur des 379. Expeditionsgeschwaders (379th Air Expeditionary Wing). Daran schloss sich eine Versetzung zum Stab des Hauptquartiers der Air Force an, dem er bis zum April 2013 angehörte. In der Folge kehrte er auf die Ellsworth AFB zurück, wo er das Kommando über das 28. Bombengeschwader (28th Bomb Wing) übernahm, das er zwischen April 2013 und Juni 2015 innehatte. Danach kehrte er zum Hauptquartier der Air Force zurück. Bis zum Juli 2020 bekleidete er dort mehrere Stellen vor allem im Cyberspace-Bereich.
Kennedys nächste Mission führte ihn nach Fort Meade in Maryland. Zwischen Juli 2020 und Juli 2022 war er dort Leiter der Stabsabteilung für Operationen (J3) beim United States Cyber Command. Am 21. Juli 2022 übernahm er auf der Lackland Air Force Base in Texas als Nachfolger von Timothy D. Haugh das Kommando über die 16. Luftflotte. Dieses Amt bekleidete er bis zum 1. August 2024, als er von Thomas Hensley abgelöst wurde. Anschließend schied er aus dem aktiven Militärdienst aus.
Während seiner aktiven Zeit als Militärpilot absolvierte er über 3400 Flugstunden auf verschiedenen Flugzeugtypen.

## Daten der Beförderungen
| Abzeichen | Rang               | Jahr            |
| --------- | ------------------ | --------------- |
|           | Second Lieutenant  | 30. Mai 1990    |
|           | First Lieutenant   | 30. Mai 1992    |
|           | Captain            | 30. Mai 1994    |
|           | Major              | 1. Juni 2001    |
|           | Lieutenant Colonel | 1. März 2006    |
|           | Colonel            | 1. August 2011  |
|           | Brigadier General  | 2. Oktober 2015 |
|           | Major General      | 5. Februar 2019 |
|           | Lieutenant General | 21. Juli 2022   |

## Orden und Auszeichnungen
Kevin Kennedy erhielt im Lauf seiner militärischen Laufbahn unter anderem folgende Auszeichnungen:
- Air Force Distinguished Service Medal
- Defense Superior Service Medal
- Legion of Merit
- Bronze Star Medal
- Defense Meritorious Service Medal
- Meritorious Service Medal
- Air Medal
- Air Force Commendation Medal
- Air Force Achievement Medal
- Aerial Achievement Medal